# Wielandomyces robustus
Wielandomyces là một chi nấm trong họ Bolbitiaceae. Đây là chi đơn loài, chứa một loài Wielandomyces robustus.